# Metar
Metar, Metar (hebr. מיתר) – samorząd lokalny położony w Dystrykcie Południowym, w Izraelu. Leży w północnej części pustyni Negew, na północny wschód od Beer Szewy.
Jest to jedno z trzech miast-satelitów Beer Szewy (obok Omer i Lehawim).

## Historia
Miasto zostało założone w 1984 w ramach rządowego projektu kolonizacji pustyni Negew.

## Demografia
Zgodnie z danymi Izraelskiego Centrum Danych Statystycznych w 2006 roku w mieście żyło 6,9 tys. mieszkańców, wszyscy Żydzi.
Populacja miasta pod względem wieku:
| Wiek (w latach) | Procent populacji w % |
| --------------- | --------------------- |
| 0-4             | 7,6%                  |
| 5-9             | 9,1%                  |
| 10-14           | 10,2%                 |
| 15-19           | 9,2%                  |
| 20-29           | 14,9%                 |
| 30-44           | 19,4%                 |
| 45-59           | 19,6%                 |
| ponad 60        | 10,1%                 |

Źródło danych: Central Bureau of Statistics.